# Marcelino, pan y vino (película de 2010)
Marcelino, pan y vino es una película mexicana de drama estrenada en el 2010, dirigida por José Luis Gutiérrez Arias y producida por Agustín Pérez Santiago y Mikel García Bilbao. Es una nueva versión de la película española Marcelino, pan y vino producida en 1955 que protagonizó Pablito Calvo, a su vez basada en el libro del mismo nombre de José María Sánchez Silva. 
Está protagonizada por el niño Mark Hernández, acompañado de Alejandro Tommasi, Jorge Lavat, Maya Zapata, Teresa Ruiz, Guillermo Larrea, Gaston Peterson, Waldo Facco y Gerardo Moscoso. 
A diferencia de la versión original esta fue ambientada a mitad de la Revolución mexicana.

## Reparto
- Mark Hernández - Marcelino
- Alejandro Tommasi - Padre Guardián
- Jorge Lavat - Fray Ernesto
- Guillermo Larrea - Fray Bernardo
- Gastón Peterson - Fray Guillermo
- Waldo Facco - Fray Gil
- Gerardo Moscoso - Fray Ángel
- Arturo Díaz De Sandi - Fray Talán
- Justo Rodríguez - Eleuterio sen.
- Omar Alexis Ramírez - Eleuterio jun.
- Teresa Ruiz - Cruz
- Maya Zapata
- Orlando Moguel - Fotógrafo